# 官能先生
『官能先生』（かんのうせんせい）は、吉田基已による日本の漫画。雑誌『イブニング』（講談社）にて、2016年16号より連載開始されたが同誌休刊により、『モーニングtwo』（同社）にて2024年10月3日へ移籍した。40歳の編集者兼小説家である主人公が、偶然出会った美女と恋に落ちる様子を描いたラブストーリー。

## ストーリー
文芸小説家の肩書きを持ちながらも、晨星出版に勤め細々と執筆活動をする鳴海六朗。小説家一本では生計を立てられず、出版会社で働く毎日。
ある日姪っ子達と近所の稲荷神社の縁日へ出掛けた六朗は、タロットカードで仕事運を占ってもらうが出たのはMAGICIAN（奇術師）のカードだった。お客さん恋しているね、お相手もお客さんを恋しているね、この恋路はきっとうまくいく……占い師にそう告げられるが、そんな相手すらいない六朗は、すぐさま聞き流すように立ち去る。
その帰りに謎の美女、水川雪乃と出会う。ぶつかったおわびにと、帰り際に占い師から買わされた恋の御守りを手渡し、その場を立ち去るが、六朗は一目惚れのように雪乃に惹かれていた。その夜、六朗は雪乃との出会いに思いを馳せ、雪乃への自らの想いをテーマに新しい執筆をしようと、密かに思い巡らせる。
次の日、行きつけの喫茶店「鍵」へ会社の同僚・斉木と昼食に行った際に、縁日で出会った雪乃をモデルにし、人間に化けた狐として登場させる物語を執筆してみることを相談するも、そんな昔話のような甘い話はいかがなものかと罵られる。
数日後、雪乃への想いを募らせたまま、「鍵」へと向かう。その途中、その「鍵」で働くウェイトレス・水川雪乃と運命の再会を果たす。

## 登場人物
鳴海 六朗
晨星出版の美の友編集部で働く40歳・中年の小説家。
小説家としての収入では厳しく、出版会社で働きながら執筆活動を行なっている。
雪乃と出会い惹かれていくが、その想いを抑えきれず新詞藻「雪の声」にて心情を書き綴る。
同時に勅使河原を通じて初めてポルノ誌で雪乃への募らせた欲情を文章で書き起こす事も始める。
水川 雪乃
喫茶「鍵」で働く22歳のウェイトレス。美しい美貌を持ちながら接客もそつなつこなす。
普段から冷静沈着ではあるが、特に六朗に対してクールな態度で接している。
惹かれている事を悟られない為であり、様々な事情を抱えている為でもある。
姪っ子と一緒にいる姿を見て娘だと勘違いし、六朗を既婚者だと思っていた。
過去に津永とは婚姻関係にあったが、上手く行かず離婚した。
斉木
六朗と同じく晨星出版に勤務している。
六朗の良き友人であり、相談相手でもある。
超自然倶楽部というSF誌の編集担当。
ヴィーナス書林に勤める友人、勅使河原へ六朗を紹介し、ポルノ小説を書くきっかけを作った。
勅使河原
ポルノ専門である出版社ヴィーナス書林の編集者。
昔からの六朗の熱烈なファンであり、斉木を介してポルノを書いて欲しいと切実にオファーをした人物。
斉木にはテッシー(愛称)と呼ばれている。
大原菊江
小説家であり出版社に勤務する六朗とも仕事柄関わりがある為、よく顔を合わせる機会が多い。
昔から雪乃の父親と親交がある為、雪乃とも仲が良い。
津永宗平
月刊コドモコラブで執筆活動をしている童話作家。
津永が執筆した星になったおうさまを姪っ子に読み聞かせた際に、美しい表現力に六朗は心を打たれた。
後に、槇島を通じて初めて対面し、津永が執筆した事を知る。
雪乃の以前の夫であった。
槇島
小説家であり、文壇の大家。
六朗が学生時代だった頃、弓道を通じて知り合った。
その頃から槇島の家を出入りし、たまに訪れては他愛もない話をしたりするようになる。

## 書誌情報
- 吉田基已『官能先生』講談社〈イブニングKC〉、既刊3巻（2019年10月23日現在）
  1. 2017年6月23日発売[3]、ISBN 978-4-06-354677-4
  2. 2018年9月21日発売[4]、ISBN 978-4-06-512949-4
  3. 2019年10月23日発売[5]、ISBN 978-4-06-517436-4